# Банатски Моноштор
Банатски Моноштор (мађ. Kanizsamonostor) је насеље у Србији у општини Чока у Севернобанатском округу. Према попису из 2022. било је 62 становника.

## Демографија
У насељу Банатски Моноштор живи 116 пунолетних становника, а просечна старост становништва износи 47,4 година (43,2 код мушкараца и 52,1 код жена). У насељу има 59 домаћинстава, а просечан број чланова по домаћинству је 2,29.
Ово насеље је великим делом насељено Мађарима (према попису из 2002. године), а у последња три пописа, примећен је пад у броју становника.
|  |

| Демографија | Демографија | Демографија |
| Година      | Становника  | Становника  |
| ----------- | ----------- | ----------- |
| 1948.       | 460         |             |
| 1953.       | 476         |             |
| 1961.       | 352         |             |
| 1971.       | 273         |             |
| 1981.       | 202         |             |
| 1991.       | 152         | 152         |
| 2002.       | 135         | 138         |

| Етнички састав према попису из 2002.‍ | Етнички састав према попису из 2002.‍ | Етнички састав према попису из 2002.‍ | Етнички састав према попису из 2002.‍ | Етнички састав према попису из 2002.‍ |
| ------------------------------------ | ------------------------------------ | ------------------------------------ | ------------------------------------ | ------------------------------------ |
|                                      |                                      |                                      |                                      |                                      |
| Мађари                               | Мађари                               |                                      | 128                                  | 94,81%                               |
| Срби                                 | Срби                                 |                                      | 6                                    | 4,44%                                |
| Хрвати                               | Хрвати                               |                                      | 1                                    | 0,74%                                |
| непознато                            | непознато                            |                                      | 0                                    | 0,0%                                 |

| Година пописа     | 1948. | 1953. | 1961. | 1971. | 1981. | 1991. | 2002. |
| ----------------- | ----- | ----- | ----- | ----- | ----- | ----- | ----- |
| Број домаћинстава | 120   | 137   | 114   | 96    | 82    | 70    | 59    |

| Број чланова      | 1  | 2  | 3  | 4 | 5 | 6 | 7 | 8 | 9 | 10 и више | Просек |
| ----------------- | -- | -- | -- | - | - | - | - | - | - | --------- | ------ |
| Број домаћинстава | 20 | 17 | 14 | 4 | 3 | 0 | 0 | 1 | 0 | 0         | 2,29   |

| Пол    | Укупно | Неожењен/Неудата | Ожењен/Удата | Удовац/Удовица | Разведен/Разведена | Непознато |
| ------ | ------ | ---------------- | ------------ | -------------- | ------------------ | --------- |
| Мушки  | 61     | 18               | 33           | 6              | 4                  | 0         |
| Женски | 56     | 3                | 33           | 17             | 3                  | 0         |
| УКУПНО | 117    | 21               | 66           | 23             | 7                  | 0         |

| Пол    | Укупно                    | Пољопривреда, лов и шумарство | Рибарство                            | Вађење руде и камена | Прерађивачка индустрија       |
| ------ | ------------------------- | ----------------------------- | ------------------------------------ | -------------------- | ----------------------------- |
| Мушки  | 35                        | 31                            | 0                                    | 0                    | 1                             |
| Женски | 23                        | 21                            | 0                                    | 0                    | 0                             |
| УКУПНО | 58                        | 52                            | 0                                    | 0                    | 1                             |
| Пол    | Производња и снабдевање   | Грађевинарство                | Трговина                             | Хотели и ресторани   | Саобраћај, складиштење и везе |
| Мушки  | 0                         | 0                             | 1                                    | 0                    | 1                             |
| Женски | 0                         | 0                             | 1                                    | 0                    | 0                             |
| УКУПНО | 0                         | 0                             | 2                                    | 0                    | 1                             |
| Пол    | Финансијско посредовање   | Некретнине                    | Државна управа и одбрана             | Образовање           | Здравствени и социјални рад   |
| Мушки  | 0                         | 0                             | 0                                    | 0                    | 1                             |
| Женски | 0                         | 0                             | 0                                    | 1                    | 0                             |
| УКУПНО | 0                         | 0                             | 0                                    | 1                    | 1                             |
| Пол    | Остале услужне активности | Приватна домаћинства          | Екстериторијалне организације и тела | Непознато            | Непознато                     |
| Мушки  | 0                         | 0                             | 0                                    | 0                    | 0                             |
| Женски | 0                         | 0                             | 0                                    | 0                    | 0                             |
| УКУПНО | 0                         | 0                             | 0                                    | 0                    | 0                             |